# Фетишистский трансвестизм
Фетиши́стский трансвести́зм (эони́зм, метатропи́зм, от фетиш + трансвестизм) — вид сексуального поведения, при котором половое возбуждение или удовлетворение достигается (или усиливается) при переодевании в одежду, характерную для противоположного пола. Является разновидностью сексуального фетишизма, трансвестизма.
Фетишистский трансвестизм обычно не признаётся психическим расстройством, однако случаи, когда подобные предпочтения вызывают у человека непреодолимое стремление совершать неприемлемые для него действия, становятся препятствием для нормальной половой жизни или причиняют психические страдания, ранее признавались патологией, относящейся к категории расстройств сексуального предпочтения (парафилий), код в МКБ-10 F65.1. В МКБ-11 не считается психическим расстройством ввиду отсутствия значимости для общественного здоровья и клинической практики.
Как правило (но не всегда), при фетишистском трансвестизме человек прилагает усилия, чтобы сделать свою внешность похожей на внешность представителя противоположного пола. Для этого используется полный набор предметов одежды, а также парик, косметика, женские украшения. В отличие от трансвестизма двойной роли, фетишистский трансвестизм связан с сексуальным возбуждением. Как правило, после удовлетворения половой потребности возникает сильное желание снять использованную одежду.
Фетишистский трансвестизм чаще встречается у гетеросексуалов, многие из которых состоят в браке. Хотя он и может представлять собой ранний этап развития транссексуальности, выраженные транссексуальные потребности имеет лишь малая часть трансвеститов (примерно 5 %).

## История изучения феномена трансвестизма
Термин «трансвестизм» ввёл немецкий сексолог Магнус Хиршфельд (нем. Magnus Hirschfeld) в 1910 году для обозначения широкого спектра трансгендерных феноменов, для которых в настоящее время существуют отдельные термины: транссексуальность, трансвестизм двойной роли, фетишистский трансвестизм. Он стал первым учёным, кто отделил гомосексуальность от них. Хиршфельд считал, что сутью побуждений трансвеститов, переодевающихся в женскую одежду для полового удовлетворения, является не просто фетишистские импульсы, а влечение к женщине внутри (англ. they feel attracted not by the women outside them, but by the woman inside them). Позднее немецкий учёный скорректировал свой вывод, уточнив, что трансвеститы любят женщину внутри дополнительно к любви ко внешним женщинам.
Распознал явление трансвестизма и другой пионер сексологии Хэвлок Эллис (англ. Havelock Ellis). Он дал явлению получения сексуального возбуждения мужчиной от кроссдрессинга название «эонизм». Эллис, как и Хиршфельд, обратил внимание, что эонист не просто фетишист женской одежды, а что он отождествляет себя с женщиной. Английский сексолог отметил, что большинство людей отождествляют себя в некоторой степени со своим предпочитаемым сексуальным партнёром, но эонист заходит в этом гораздо дальше. Эллис также считал эонизм не отдельным видом сексуальности, а формой гетеросексуальности.
Затем, в связи с доминированием психоаналитических теорий в психологии и психиатрии в целом, многие авторы начали рассматривать трансвестизм через их призму. Согласно одной из таких теорий трансвестит хочет быть не просто женщиной, а женщиной с пенисом, причём в основе этого желания лежит бессознательное отождествление с фаллической матерью. Другие авторы видели в трансвестизме выражение бессознательной или латентной гомосексуальности. Психоаналитик Джордж Уильям Генри (англ. George William Henry) же считал, что трансвестизм не имеет никакого отношения к гомосексуальности, даже когда трансвестит идёт на соответствующие контакты, так как сутью их побуждений является не подлинное влечение к мужчинам, а желание более полно окунуться в женский образ.
Некоторые авторы при описании трансвестизма в своих работах преимущественно акцентировали внимание на материале, цвете одежды, используемой при кроссдрессинге, то есть на внешнее поведение трансвеститов, а не на суть побуждений, которые ими движут — желание отождествиться с женщиной. Такой подход, например, отражён в DSM-IV-TR, в котором «трансвеститский фетишизм» определён как интенсивные побуждения к кроссдрессингу, при этом в диагностическом руководстве нет никакого упоминания о том, что для многих трансвеститов важнее именно ощущение себя в женском образе, что стирает границу между трансвестизмом и фетишизмом (его частным случаем, когда половое удовлетворение достигается субъектом через манипулирование женской одеждой без сопровождающегося ощущения себя в образе противоположного пола). Такое упущение исправлено в DSM-5.
Большой вклад в изучение трансгендерных феноменов внёс сексолог Курт Фройнд (англ. Kurt Freund). Он интересовался вопросом, является ли транссексуализм у гетеросексуальных мужчин сходным феноменом с транссексуализмом у гомосексуалов. Курт Фройнд в статье 1982 года под названием «Два типа кроссгендерной идентичности» сделал вывод, что женская гендерная идентичность у гомосексуальных мужчин сильно отличается от таковой у гетеросексуальных. В этой же статье впервые был употреблён термин «трансвестизм» для обозначения получения сексуального возбуждения субъектом от фантазий о себе в образе противоположного пола (англ. Transvestism is the condition in which a person fantasizes her- or himself as a member of the opposite sex only when sexually aroused).
Развил работу Курта Фройнда его ученик Рей Блэнчард (англ. Ray Blanchard). Он провёл в конце восьмидесятых годов серию исследований биологических мужчин с расстройством гендерной идентичности. На основании этих работ Блэнчард создал теорию о двух типах транссексуализма: гомосексуальном и негомосексуальном. Последний, как следует из разработанной теории, является следствием аутогинефилии — получения сексуального возбуждения субъектом от ощущения себя в женском образе. При этом классический трансвестизм как переодевание в одежду противоположного пола в целях получения полового удовлетворения является, по Блэнчарду, лишь одной из форм проявления аутогинефилии.
Энн Лоренс (англ. Anne Lawrence), на которую произвели большое впечатление работы Блэнчарда, дала дальнейший импульс развитию его теории, в частности, более полно объяснив, каким образом из-за аутогинефилии у негомосексуального мужчины может трансформироваться гендерная идентичность. Она подытожила большой массив работ, посвящённых аутогинефилии, в книге «Men Trapped in Men’s Bodies», опубликованной в 2013 году.
В 2010 году начали публиковаться исследования мозга негомосексуальных (аутогинефильных) транссекуалов, которые подтвердили теорию Блэнчарда о типологии транссексуализма.

## Распространённость и социальные характеристики
Данные опроса, проведённым шведским психологом Лангстрёмом (англ. Langstrom) и канадским сексологом Кеннетом Закером (англ. Kenneth  Zucker) в 2005 году среди случайно набранных 2450 человек обоего пола в возрасте от 18 до 60 лет из среднего сегмента шведского общества, показывают, что 2,8 %(35) мужчин и 0,4 %(5) женщин когда-либо испытывали сексуальное возбуждение от переодевания в одежду противоположного пола. Среди 35 мужчин-трансвеститов из этого исследования 85,7 % исключительно гетеросексуальных и ни одного исключительно гомосексуального, 47 % принимают свою парафилию. Их средний возраст — 35 лет, большинство женаты, имеют в среднем одного брата или сестру, ребёнка. Достоверных различий между трансвеститами и остальными мужчинами по возрасту, социально-экономическому статусу, наличию своей семьи, злоупотреблению алкоголем, пережитому сексуальному насилию в детстве, психическому и физическому здоровью не было обнаружено. Авторы также отмечают, что наличие гомосексуального опыта, использование порнографии, повышенные сексуальная возбудимость и мастурбационная активность положительно коррелируют с трансвестизмом.

## Диагностические критерии
По DSM-IV-TR фетишистский трансвестизм может быть диагностирован только у гетеросексуальных мужчин.
A. В течение не меньше чем 6 месяцев у гетеросексуального мужчины присутствуют повторяющиеся интенсивные сексуальные фантазии, импульсы или поведение, связанные с кроссдрессингом.
B. Фантазии, сексуальные импульсы или поведение причиняют клинически значимый дистресс или ухудшения в социальной, профессиональной или других важных сферах функционирования.
В критерии А продолжительность 6 месяцев взята произвольно для уменьшения количества ложных позитивных диагнозов. Глава рабочей подгруппы по парафилиям Рей Блэнчард (англ. Ray Blanchard) предложил в DSM-5 применять продолжительность 6 месяцев к критерию B, а не к А. Он отметил, что нет нужды подчёркивать длительность сексуального интереса к переодеванию в одежду противоположного пола, так как маловероятно, что он является временным, в то же время степень дистресса у трансвеститов может колебаться от различных жизненных обстоятельств и уровня самопринятия.
Согласно DSM-IV-TR невозможно назвать человека трансвеститом, несмотря на то что он регулярно переодевается в женскую одежду в целях получения сексуального возбуждения, до тех пор, пока он не испытывает дистресс или ухудшения в важных сферах функционирования. Эту проблему рабочая группа по парафилиям решила переименованием диагноза в «трансвеститское расстройство». Таким образом, трансвестизм будет оцениваться по критерию А, а «трансвеститское расстройство» — диагностироваться по критериям А и В. При таком подходе трансвестизм сам по себе не является психическим расстройством.
По DSM-5 трансвеститское расстройство может диагностироваться у лиц любого пола с любой сексуальной ориентацией.
A. В течение не меньше чем 6 месяцев присутствует интенсивное сексуальное возбуждение от кроссдрессинга, что проявляется через фантазии, импульсы или поведение.
B. У человека присутствует клинически значимый дистресс или ухудшения в важных сферах функционирования.
DSM-5 вступил в силу в 2013 году.

## Классификация
Рей Блэнчард отмечает, что психологическое состояние трансвеститов во время сессий кроссдрессинга может очень сильно отличаться. В одном случае они не отличимы от фетишистов с ярко выраженным сексуальным интересом, ориентированным на определённый вид одежды противоположного пола. Для других же важно именно ощущение себя в образе противоположного пола. В связи с этим рабочая группа по парафилиям предложила на утверждение АПА следующие варианты спецификации трансвестизма в DSM-5:
- фетишизм — сексуальное возбуждение от одежды определённой ткани, материала, вида;
- аутогинефилия — сексуальное возбуждение от ощущения себя в образе женщины;
- аутоандрофилия — сексуальное возбуждение от ощущения себя в образе мужчины[7].

В итоговой версии DSM-5 АПА утвердила лишь два варианта спецификации трансвестизма: фетишизм, аутогинефилия.
Блэнчард в своих ранних работах рассматривал аутогинефилию не как класс трансвестизма, а, наоборот, трансвестизм как класс аутогинефилии. Один из наиболее видных специалистов по данной проблеме Энн Лоренс (англ. Anne Lawrence) даже предлагала в DSM-5 заменить трансвестизм на аутогинефилию.
Классификация аутогинефилии, предложенная Блэнчардом в работе 1991 года, следующая:
- трансвеститская — сексуальное возбуждение от ощущения себя в образе женщины при переодевании в женскую одежду;
- анатомическая — сексуальное возбуждение от ощущения себя в образе женщины при обладании её анатомическими признаками;
- физиологическая — сексуальное возбуждение от ощущения себя в образе женщины при обладании физиологическими процессами, специфичных для женщин(менструация, лактация и т. п.);
- поведенческая — сексуальное возбуждение от ощущения себя в образе женщины при поведении, свойственном женщинам[8].

Позже Блэнчард ввёл класс парциальной аутогинефилии. Он классифицировал аутогинефилию как парциальную в случае получения субъектом сексуального возбуждения при обладании лишь некоторыми анатомическими признаками женщины. Субъекты с такой аутогинефилией желают, как правило, иметь женскую грудь, но не гениталии. Энн Лоренс назвала этот класс аутогинефилии «парциальная анатомическая аутогинефилия», что более точно описывает суть явления.
Классификация аутогинефилии может быть проведена не только на основании оценки соответствующего поведения субъекта, также важно брать во внимание его идеаторную активность (фантазии, сны). Анализ идеаторной активности субъекта является основным способом определения наличия у него анатомической и физиологической аутогинефилии.
Существует концепция ошибки локализации эротической цели (англ. Erotic Target Location Error(ETLE)), которая рассматривает анатомическую аутогинефилию как парафилию, лежащую с фетишистским трансвестизмом и фетишизмом на одном континууме.

## Фетишистский трансвестизм как частный случай ETLE
Обычно сексуальный интерес описывается по двум осям: предпочтение определённой эротической цели (мужчина, женщина, ребёнок, животное и т. д.) и предпочтение определённой сексуальной активности с ней (садизм, мазохизм и т. д.). Рей Блэнчард в начале девяностых годов двадцатого века предложил концепцию ошибки локализации эротической цели (англ. Erotic Target Location Error(ETLE)), которая открыла новое измерение в описании сексуальных предпочтений человека. По определению канадского учёного людям с ETLE свойственна фиксация сексуального интереса на периферийные или несущественные элементы их эротической цели, или же у них присутствует сексуальный интерес обладать её внешностью. Примером ETLE первого типа является фетишизм женских ног, рук, одежды; второго — фетишистский трансвестизм (трансвеститская аутогинефилия) и анатомическая аутогинефилия. Позже Курт Фройнд и Рей Блэнчард ввели для ETLE второго типа новый термин: англ. erotic target identity inversion. Концепция ETLE применима к любой эротической цели, а не только к женщине. Некоторые варианты ETLE, в зависимости от эротической цели, приведены ниже в таблице.
| Эротическая цель | Сексуальный интерес к эротической цели (ETLE отсутствует) | Сексуальный интерес к периферийным или несущественным элементам эротической цели | Сексуальный интерес к временному обладанию внешности эротической цели | Сексуальный интерес к обладанию тела эротической цели |
| ---------------- | --------------------------------------------------------- | -------------------------------------------------------------------------------- | --------------------------------------------------------------------- | ----------------------------------------------------- |
| Женщина          | Гинефилия                                                 | Фетишизм женских ног, рук, бельевой фетишизм и т. д.                             | Фетишистский трансвестизм                                             | Анатомическая аутогинефилия                           |
| Мужчина          | Андрофилия                                                | Фетишизм мужских ног, рук, мужского белья и т. д.                                | Гомесвестизм                                                          | Анатомическая аутоандрофилия                          |
| Ребёнок          | Педофилия                                                 | Фетишизм детских ног, рук, детской одежды и т. д.                                | Цисвестизм                                                            | Анатомическая аутопедофилия                           |
| Ампутант         | Акротомофилия                                             | Фетишизм предметов, связанных с ампутантами                                      |                                                                       | Апотемнофилия                                         |

Таким образом, фетишистский трансвестизм и аутогинефилия хотя и являются наиболее распространённой и известной формой ETLE, но лишь её частный случай, когда в качестве эротической цели выступает женщина.
По концепции ETLE фетишизм, фетишистский трансвестизм и анатомическая аутогинефилия не являются отдельными парафилиями, а представляют собой феномены, лежащие на одном континууме, что находит некоторую эмпирическую поддержку. Существует фаллометрическое исследование Кутра Фройнда с соавторами, которое показало, что паттерн сексуального возбуждения трансвеститов практически не отличим от такового у фетишистов. Также есть исследование, которое обнаружило, что некоторые трансвеститы заинтересованы в приёме женских гормонов для феминизации тела. Таким образом, эмпирически было показано отсутствие чёткой границы между фетишистами и трансвеститами, а также между последними и аутогинефильными транссексуалами, что подтверждает идею о существовании непрерывного спектра состояний, представляющих собой ETLE.
Концепция Курта Фройнда и Рея Блэнчарда о ETLE не является первой, которая рассматривает фетишизм, трансвестизм, транссексуализм как родственные феномены, лежащие на одном континууме. Бенджамин поместил в свою шкалу трансгендерных феноменов широкий спектр состояний: от фетишизма до ядерного транссексуализма. Но в отличие от шкалы Бенджамина концепция о ETLE рассматривает эти феномены не как проявления расстройства гендерной идентичности, а как проявления ошибки локализации эротической цели, которая лишь в форме анатомической аутогинефилии может стать причиной транссексуализма.

## Фетишистский трансвестизм и другие формы сексуальности
Известна тенденция различных сексуальных интересов сосуществовать друг с другом у одного человека. Фетишистский трансвестизм не является исключением.

### Фетишистский трансвестизм и гетеросексуальность
В большинстве случаев гетеросексуальность (гинефилия) сосуществует с аутогинефилией. Блэнчард вывел следующую зависимость интенсивности аутогинефилии от интенсивности гинефилии у аутогинефильных субъектов: до достижения интенсивности гинефилии критического уровня возрастает и интенсивность аутогинефильных побуждений, дальнейшее же повышение интенсивности гинефильного влечения понижает интенсивность аутогинефильного. Таким образом, у аутогинефильных мужчин со слабым гетеросексуальным влечением интенсивность аутогинефилии меньше, чем у аутогинефильных мужчин с более сильным гетеросексуальным влечением, если же у последних интенсивность гетеросексуального влечения превысит критический уровень, то их аутогинефильное влечение станет меньше. Такая зависимость аутогинефилии от гинефилии объясняет динамическое изменение их предпочтительности относительно друг друга в течение жизни человека. Например, когда трансвестит влюбится в женщину, гинефилия может стать более предпочтительна, чем аутогинефилия. Такой динамический процесс изменения предпочтительности сексуального интереса канадский сексолог назвал «динамическая соревновательность». Также Блэнчард предположил, что существует процесс соревновательности между гинефилией и аутогинефилией в процессе психосексуального онтогенеза, который устанавливает базовое значение уровня сексуального интереса на континууме «гинефилия-аутогинефилия», вокруг которого происходит в процессе динамической соревновательности колебание у взрослого человека. В результате психосексуального развития может установиться достаточно сильный уровень аутогинефилии и слабый гинефилии, из-за чего человек будет испытывать очень слабое влечение к внешним женщинам или не испытывать его вообще ни при каких обстоятельствах. Блэнчард утверждает, что около 7 процентов пациентов с гендерной дисфорией, обратившихся в его клинику, составляют аутогинефилы, у которых нет сексуального интереса к другим людям, или же он очень слабый. Для этой группы справедливо описание Хиршфельда: испытывают влечение к женщине внутри, а не вовне. Блэнчард назвал это явление аналлоэротизм (англ. analloerotic). В работах Энн Лоренс, посвящённых аутогинефилии, термины аналлоэротизм и асексуальность употребляются взаимозаменяемо.
Энн Лоренс на основании своего клинического опыта пишет, что у мужчин с аутогинефилией, испытывающих влечение к женщинам, гетеросексуальная экспрессия может быть затруднена. Это проявляется в том, что в общении с женщинами они могут быть очень нерешительными, часто поздно теряют девственность, а для поддержания возбуждения во время гетеросексуального акта им может понадобиться прибегать к аутогинефильным фантазиям. Иногда аутогинефилия мужчины может стать даже причиной развода, в других же случаях жёны принимают эту особенность своих мужей.

### Фетишистский трансвестизм и гомосексуальность
Хотя некоторые трансвеститы вступают в гомосексуальную активность, гомосексуалами их назвать нельзя из-за отсутствия полового влечения к мужчинам. То есть внешнее их гомосексуальное поведение является не проявлением гомосексуальности как сексуального влечения к лицам своего пола, а поведенческой аутогинефилии — сексуального интереса участвовать в типично женской активности. Пассивный сексуальный контакт с мужчиной является наиболее типичным женским поведением почти во всех культурах, таким образом, неудивительно, что некоторые трансвеститы испытывают интерес к половым контактам с мужчиной как к возможности реализации поведенческой аутогинефилии. Существует разница в восприятии гомосексуальных контактов гомосексуалом и трансвеститом: если для первого важно ощущение партнёра, мужского тела, то для второго их партнёр по этим связям безлик, он лишь служит средством для погружения в женский образ.
Фаллометрическое исследование 1986 года 37 трансвеститов, разделённых на 4 группы по частоте наличия сексуального возбуждения от кроссдрессинга в течение последнего года (от его отсутствия до наличия во всех сессиях кроссдрессинга), показало, что для них стимулы, связанные с сексом с мужчиной в качестве женщины, помимо стимулов с кроссдрессингом, являются сексуально возбуждающими. При этом для всех групп эти стимулы были наиболее возбуждающими, кроме одной, в которой находились трансвеститы, всегда испытывающие сексуальное возбуждение от кроссдрессинга.

### Фетишистский трансвестизм и другие парафилии
Часто встречающаяся парафилия при трансвестизме — мазохизм. Это было косвенно показано путём анализа предложений доминантных проституток, обслуживающих клиентов-мазохистов. Энн Лоренс отмечает, что одним из наиболее любимых сексуальных сценариев трансвеститов является «принудительная феминизация» (англ. forced feminization). Он заключается в том, что доминирующая женщина или их группа принудительно подвергает их феминизации: заставляет носить женскую одежду, вести по-женски и т. п.

## Фетишистский трансвестизм и расстройство гендерной идентичности
Традиционно считалось, что получение сексуального возбуждения от переодевания в одежду противоположного пола и расстройство гендерной идентичности взаимоисключающи. Так, в России психиатр А. О. Бухановский отнёс фетишистский трансвестизм к «абсолютным противопоказаниям» к трансгендерному переходу. Однако в МКБ-10 признаётся, что фетишистский трансвестизм может представлять собой раннюю стадию развития транссексуализма, а в DSM-IV предусмотрена спецификация диагноза «фетишистский трансвестизм» с гендерной дисфорией.
Рей Блэнчард провёл в конце восьмидесятых годов двадцатого века серию исследований биологических мужчин, страдающих расстройством гендерной идентичности. Результаты исследований показали, что у большинства негомосексуальных (гетеросексуальных, бисексуальных и асексуальных) транссексуалов была история фетишистских переодеваний в женскую одежду, сопровождающихся ощущением себя в образе женщины. Для наименования феномена получения сексуального возбуждения субъектом от ощущения им себя в образе женщины Блэнчард ввёл термин «аутогинефилия», также он предположил, что существует не просто корреляция между расстройством гендерной идентичности и аутогинефилией, а причинно-следственная связь: аутогинефилия может вызывать транссексуализм у негомосексуальных мужчин.
В исследовании Блэнчарда было показано, что вероятность развития гендерной дисфории высока не при любой аутогинефилии, а при её особой форме — анатомической.
Вопрос, каким образом из-за аутогинефилии у негомосексуального мужчины может сформироваться расстройство гендерной идентичности, очень сложен. Чтобы ответить на него, Энн Лоренс считает, что недостаточно рассматривать лишь сексуальный компонент аутогинефилии, игнорируя платонико-романтический. Известно, например, что гетеросексуальное влечение состоит из этих двух компонентов, что объясняет, почему у гетеросексуального мужчины есть потребность в привязанности к женщине, помимо потребности в сексуальном взаимодействии с ней, при этом последняя с течением времени может уменьшаться, а платонико-романтическая даже увеличиваться; нечто подобное наблюдается и при гомосексуальности, а также, возможно, при некоторых парафилиях (педофилии, зоофилии). Приняв, что существует платонико-романтический компонент аутогинефилии, желание человека с ней стать женщиной можно концептуализировать как желание иметь глубокую близость с внутренней женщиной, слившись с ней, которое аналогично желанию гетеросексуала глубокой эмоциональной близости с внешней женщиной или потребности гомосексуала к близости с другим мужчиной. Таким образом, учитывая вышесказанное, а также, что аутогинефилия — это направленная внутрь форма гетеросексуальности, сущность процесса формирования у аутогинефильного мужчины женской гендерной идентичности может быть кратко сведена к следующей фразе, сформулированной Энн Лоренс в заголовке статьи, посвящённой объяснению этого процесса: «Becoming what we love».
Чарльз Аллен Моузер (англ. Charles Allen Moser) ставит под сомнение клиническую пользу деления транссексуалов на аутогинефильных (негомосексуальных) и гомосексуальных. Он отмечает, что нет никакой разницы в реакции на антиандрогены у обеих групп. Если транссексуализм негомосексуальных мужчин, в отличие от гомосексуальных, вызван аутогинефилией, то после приёма ими антиандрогенов, уменьшающих сексуальное желание, транссексуальные потребности должны также уменьшиться, однако этого не происходит. Напротив, и гомосексуальным, и негомосексуальным транссексуалам нравится эффект демаскулинизации от приёма антиандрогенов. Кроме того, есть данные, что аутогинефилия встречается у некоторых гомосексуальных транссексуалов, и, напротив, некоторые негомосексуальные транссексуалы её отрицают. Сторонники же теории Блэнчарда в качестве доказательства того, что у всех негомосексуальных транссексуалов есть аутогинефилия, ссылаются на фаллометрическое исследование 1986 года Блэнчарда с соавторами трансвеститов, зафиксировавшее сексуальное возбуждение на аутогинефильные стимулы даже у тех субъектов, кто его отрицал. Таким образом, вполне возможно, что в связи с явлением привыкания некоторые негомосексуальные транссексуалы просто не замечают половое возбуждение на аутогинефильные стимулы и, следовательно, его отрицают. Моузер же подверг критике качество этого исследования, так как в нём не использовался класс стимулов, который мог быть наиболее возбуждающим, — секс с женщиной в качестве женщины, что является методологической ошибкой, так как в стандартном фаллометрическом исследовании должны предъявляться все классы потенциально возбуждающих стимулов. Такая методологическая ошибка приводит к неполноте полученных данных исследования, что делает вывод на их основании ненадёжным: если у мужчины с помощью фаллометрии зафиксируют минимальное возбуждение на гомосексуальные стимулы, при этом в исследовании не будет использоваться другой класс стимулов (гетеросексуальных), то вывод на основании этих данных о том, что он — гомосексуал, крайне ненадёжный (вероятно, что ошибочный). Кроме того, Моузер предложил другую трактовку полученных результатов фаллометрического исследования: факт возбуждения от секса в качестве женщины с мужчиной может говорить не об аутогинефилии, а просто о том, что половая связь с ними в пассивной роли согласуется с гендерной идентичностью субъекта, в отличие от секса в качестве мужчины, а, значит, возбуждаема. Американский сексолог также подверг критике использование в исследованиях Блэнчарда шкалы кроссгендерного фетишизма, допускающей классификацию человека как аутогинефиольного на основании лишь эпизодического возбуждения от кроссгендерных фантазий, а не наличия постоянных, устойчивых сексуальных побуждений.
В качестве аргумента против теории Блэнчарда о типологии транссексуализма Моузер также привёл своё исследование аутогинефилии у женщин, выполненное в 2005 году путём опроса 29 женщин, работающих в городской больнице Сан-Франциско. Аутогинефилия определялась на основании адаптированной для женщин шкалы оценки кроссгендерного фетишизма, используемой Блэнчардом. 93 % женщин, принявших участие в исследовании, были классифицированы как аутогинефильные, при более жёстком критерии аутогинефилии — 27 %. Если это исследование корректно, и аутогинефилия действительно есть у женщин, то в таком случае негомосексуальные транссексуалы не отличимы от биологических женщин по её наличию, что ставит под сомнение теорию Блэнчарда, по которой аутогинефилия является причиной негомосексуального транссексуализма, а не сопровождающим его симптомом. Есть также ещё одно исследование, зафиксировавшее аутогинефилию у женщин.
Энн Лоренс считает проведённые исследования аутогинефилии у женщин некорректными. Сам Моузер признал, что выявленная аутогинефилия у женщин является, возможно, не родственным феноменом с аутогинефилией у мужчин.

## Исследования мозга
Исследований мозга трансвеститов не проводилось. Однако существуют исследования родственного феномена — негомосексуального транссексуализма, для которого аутогинефилия является одним из важнейших сопутствующих состояний, а в некоторых случаях (по теории Блэнчарда во всех) она является причиной негомосексуального транссексуализма. Рей Блэнчард предсказывал, что у негомосексуальных транссексуалов (аутогинефилов) нейроанатомические особенности не связаны с полодиморфическими структурами мозга, в отличие от гомосексуальных транссексуалов, что нашло подтверждение в новейших исследованиях.
Шведские учёные провели в 2010 году нейроанатомическое МРТ-исследование, в котором основную группу составили 24 негомосексуальных транссексуала. Сравнение проводилось с 24 гетеросексуальными мужчинами и 24 гетеросексуальными женщинами. Исследование идентифицировало 8 областей мозга, по которым мужчины отличались от женщин (полодиморфические области мозга). Субъекты из основной группы не отличались от мужчин ни по одной из этих областей, как и предсказывал Блэнчард. Однако негомосексуальные транссексуалы имели особенности, которые их отличали от обеих контрольных групп: уменьшенное количество серого вещества в таламусе и скорлупе, увеличенное — в правой островковой доле, нижней лобной извилине, угловой извилине. По этому исследованию сложно сделать вывод, являются ли обнаруженные особенности мозга причиной или следствием аутогинефилии. Известно, например, что у людей, практикующих медитацию, более развита островковая доля. Люди с аутогинефилией крайне фиксированы на своём теле, своих внутренних переживаниях, поэтому возможно, что их особенности способствуют развитию островковой доли, но возможно обратное: развитая островковая доля увеличивает вероятность развития аутогинефилии. Джеймс М. Кантор(англ. James M.Cantor), сославшись на это нейроанатомическое исследование транссексуалов, а также на исследование гомосексуальных транссексуалов, которое выявило отличия именно в полодиморфических структурах мозга, отмечает, что они подтвердили предсказание Блэнчарда. Однако самое первое исследование мозга транссексуалов, среди которых было большинство негомосексуальных, то есть аутогинефильных, проведённое в 1995 году голландскими учёными, обнаружило особенности именно в полодиморфической структуре мозга — ядре ложа концевой полоски. Но оно было подвергнуто критике, так как основная и контрольная группы были очень небольшими, а исследуемые транссексуалы долгое время принимали гормональные препараты, что могло повлиять на эту структуру мозга.

## Лечение
В медицинской литературе описаны лишь единичные попытки лечения трансвестизма с использованием психоанализа, поведенческой терапии, когнитивно-поведенческой терапии, психотропных и гормональных препаратов. Никаких рандомизированных клинических испытаний, доказывающих эффективность того или иного метода лечения, не проводилось. Медикаментов, одобренных FDA для лечения трансвестизма, не существует.

### Поведенческая терапия
Ранняя поведенческая терапия в лечении сексуальных девиаций заключалась в выработке отвращения к нежелательному половому стимулу путём неоднократного его сочетания с аверсивным безусловным раздражителем. Опубликован как минимум один отчёт о попытке лечения трансвестизма подобной терапией, в ней использовался в качестве аверсивного безусловного стимула безвредный удар током. Есть также данные о попытке лечения девиации другой техникой поведенческой терапии — оргазмической переориентацией. Она нацелена на увеличение сексуального возбуждения от желательного полового стимула путём неоднократного его сочетания с оргазмом: пациента просят мастурбировать на желательный сексуальный стимул до оргазма; если это невозможно, то он должен начать мастурбационную сессию с девиантного стимула и закончить её желательным; мастурбация на последний постепенно с каждой новой мастурбационной сессией должна начинаться раньше, до тех пор пока человек не сможет возбуждаться и получать оргазм без помощи парафильного стимула. Из опубликованных данных невозможно сделать вывод об эффективности оргазмической переориентации и аверсивной терапии в лечении трансвестизма. Хотя авторы заявляли об успехе в единичных случаях, не сообщается, насколько устойчивы достигнутые изменения. Из опыта лечения педофилии, информации о которой гораздо больше, можно сделать вывод, что поведенческая терапия в том виде, в котором она применялась в семидесятых и восьмидесятых годах двадцатого века, неэффективна. То же верно и в отношении лечения гомосексуальности. Нет никаких оснований полагать, что эта терапия более эффективна в лечении трансвестизма.

### Когнитивно-поведенческая терапия
Когнитивно-поведенческая терапия нацелена на изменение не только условных рефлексов человека (поведенческий компонент), но и его установок, убеждений, которые могут поддерживать нежелательное поведение (когнитивный компонент). Существуют лишь единичные отчёты о лечении трансвестизма когнитивно-поведенческой терапией.
Для случаев, когда пациент занимается нежелательным для него кроссдрессингом в ответ на дистресс, современные специалисты советуют психотерапию принятия и обязательства(англ. acceptance and commitment therapy). В рамках этой терапии пациента учат принимать негативные эмоции, мысли как неотъемлемую часть жизни, растождествиться с ними, таким образом ослабляется связь между неприятными переживаниями и автоматической реакцией, нацеленной на их избегание, которая в данном случае проявляется как нежелательный кроссдрессинг.
Декан факультета сексуальной медицины института расширенного изучения человеческой сексуальности (англ. Institute for Advanced Study of Human Sexuality) Чарльз Аллен Моузер советует применять психотерапию в лечении трансвестизма не для его устранения, а интеграции в жизнь человека и лечения возможных коморбидных психических расстройств (депрессия, тревожное расстройство).

### Медикаментозное лечение
Есть данные о попытке лечения трансвестизма с тревожным расстройством буспироном. Некоторые психиатры, например Мартин Кафка (англ. Martin Kafka), рассматривают парафилии как частный случай обессивно-компульсивного расстройства и, соответственно, советуют для их лечения препараты, влияющие на моноаминовые системы, в основном СИОЗС. Сходного взгляда придерживаются некоторые российские психиатры, рассматривающие трансвестизм как частный случай болезни зависимого поведения.

## Депатологизация
Фетишистский трансвестизм исключен из числа психических расстройств, наряду с фетишизмом, садомазохизмом, множественным расстройством сексуального предпочтения и трансвестизмом двойной роли, в Швеции, Норвегии и Финляндии в результате ревизий национальных версий МКБ-10, проведённых соответственно в 2009, 2010 и 2011 годах.
По DSM-5, вступившем в силу в мае 2013 года, любая парафилия не является психическим расстройством, пока она не причиняет никому вреда.
Всемирной организацией здравоохранения фетишистский трансвестизм депатологизирован и исключён из классификации психических расстройств, наряду с фетишизмом, множественным расстройством сексуального предпочтения и трансвестизмом двойной роли. В МКБ-11 редакции 2019 года в списке парафильных расстройств числятся только эксгибиционизм, вуайеризм, педофилия, насильственный садизм (англ. coercive sexual sadism disorder «садистическое расстройство с насилием») и фроттеризм.

## Комментарии
1. ↑  Использован современный термин.

## Рекомендуемая литература
- Дерягин Г. Б. Криминальная сексология. Курс лекций для юридических факультетов. М., 2008. 552 с. ISBN 978-5-93004-274-0.
- Lawrence А.А. Autogynephilia: A Paraphilic Model of Gender Identity Disorder // Transgender Subjectivities: A Clinician's Guide / Leli U.,Drescher J.. — NY: CRC Press, 2004. — 162 p. — ISBN 0789025752.
- Lawrence А.А. Men Trapped in Men’s Bodies: Narratives of Autogynephilic Transsexualism. — New York: Springer, 2013. — 242 p. — ISBN 1461451817.
- Wheller J., Newring K., Draper C. Transvestic Fetishism: Psychopathology and theory // Sexual Deviance / Laws D.R., O'Donohue W.. — second edition. — The Guilford Press, 2008. — 642 p. — ISBN 1593856059.